# Evolution (альбом Boyz II Men)
Evolution — студийный альбом R&B квартета Boyz II Men, изданный в сентябре 1997 года. Последняя студийная работа, вышедшая под лейблом Motown Records. Существует испаноязычная версия альбома под названием «Evolución».

## Об альбоме
20 августа 1997 года группа Boyz II Men дала пресс-конференцию о новом альбоме после «II». Они находились под давлением, потому что первые два альбома были проданы тиражом в 30 миллионов экземпляров по всему миру. В работе над «Evolution» они сотрудничали со своей регулярной командой, включая Jimmy Jam and Terry Lewis и «Babyface». Способствуя продвижению альбома, группа не раз появлялась на различных ток-шоу, таких как The Rosie O'Donnell Show, The Oprah Winfrey Show, The Tonight Show с Джеем Лено, The Vibe Show, The Keenen Ivory Wayans Show, MTV Live и т. д.
Альбом был издан 23 сентября, и в этот же вечер Boyz II Men давали автографы в музыкальном магазине Virgin в Нью-Йорке. «Evolution» дебютировал на первом месте в чартах Billboard 200 и в Top R&B/Hip-Hop Albums с 215,000 копий, проданными за первую неделю. Однако, альбом продержался на вершине чарта всего одну неделю и быстро выпал из него. Слабая реклама со стороны лейбла Motown Records сказалась на продажах «Evolution», которые составили два миллиона экземпляров в Соединенных Штатах и более четырёх миллионов в мире, что является неудачей по сравнению с успехом альбомов «Cooleyhighharmony» и «II». Отзывы музыкальных критиков были не такими положительными как раньше. В октябре 1998 года, Boyz II Men посетили Японию и Европу для поддержи продаж альбома, в том же году они начали свой концертный тур под названием Evolution Tour.

## Синглы
Первый сингл альбома «4 Seasons of Loneliness» был издан в августе 1997 года. Песня стала самым успешным дебютом группы в чарте Billboard Hot 100, стартовав с второй строчки после Мэрайи Кэри «Honey». На следующей неделе сингл занял первое место, и позже его сместил сингл «Candle in the Wind 1997» Элтона Джона, посвященный памяти Принцессы Дианы и набирающий массивную популярность у слушателей. «4 Seasons of Loneliness» стал шестым платиновым синглом в карьере Boyz II Men. В конце года был издан второй сингл «A Song for Mama», который появился в саундтреке «Soul Food». Песня заняла седьмое место в чарте Billboard Hot 100 и первое в Hot R&B Singles, сделав Boyz II Men единственной группой в истории музыки, которая обладает семью платиновыми синглами в Соединенных Штатах Америки.

## Список композиций
1. «Doin' Just Fine» (Автор Shawn Stockman)
2. «Never» (Автор Babyface)
3. «4 Seasons of Loneliness» (Автор Jimmy Jam & Terry Lewis)
4. «Girl in the Life Magazine» (Автор Babyface)
5. «A Song for Mama» (Автор Babyface)
6. «Can You Stand the Rain» (Автор Boyz II Men)
7. «Can’t Let Her Go» (Автор Sean Combs)
8. «Baby C’mon» (Автор Keith Crouch)
9. «Come On» (Автор Sean Combs)
10. «All Night Long» (Автор Keith Crouch)
11. «Human II (Don’t Turn Your Back on Me)» (Автор Jimmy Jam & Terry Lewis)
12. «To the Limit» (Автор Sean Combs)
13. «Dear God» (Автор Boyz II Men)
14. «Just Hold On» (Japanese Edition) (Автор Babyface)
15. «Can’t Let Her Go» (Original Mix feat. Driver) (Бонус-трек для Франции) (Автор Sean Combs)
16. «Wishes»[2]

## Позиции в чартах и преемственность

### Альбом
| Год  | Чарт          | Позиция |
| ---- | ------------- | ------- |
| 1997 | Billboard 200 | 1       |

### Синглы
| Год  | Песня                     | Hot R&B Singles | U.S. Hot 100 |
| ---- | ------------------------- | --------------- | ------------ |
| 1997 | «4 Seasons of Loneliness» | 2               | 1            |
| 1997 | «A Song for Mama»         | 1               | 7            |